# 에드워드 헌

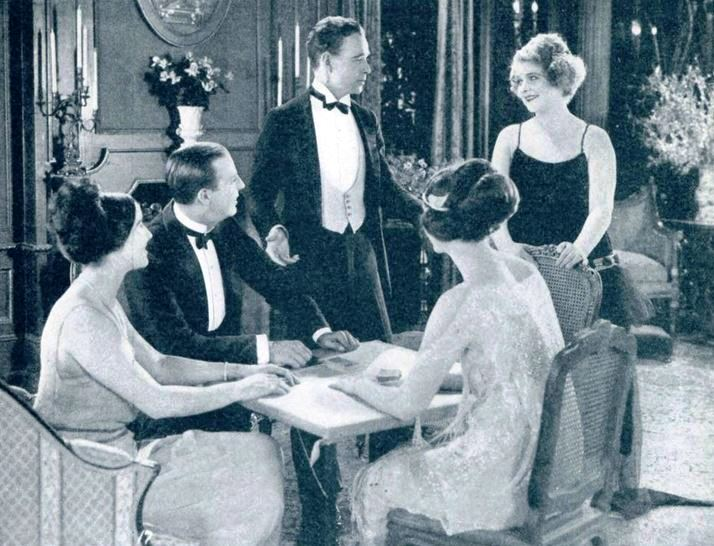

에드워드 헌(Edward Hearn, 1888년 9월 6일 ~ 1963년 4월 15일)은 미국의 배우이다.
로스앤젤레스군에서 사망하였다.

## 영화
- 우주수폭전 (1954년)
- 쓰리 세일러스 앤 어 걸 (1953년)
- 카운트 더 아워스 (1953년)
- 스톰 워닝 (1951년)
- 열차 안의 낯선 자들 (1951년)
- 아톰 맨 대 슈퍼맨 (1950년)
- 쉐인 온 하베스트 문 (1944년)
- 돈 윈슬로 오브 더 네이비 (1942년)
- 배니싱 버지니안 (1942년)
- 마이 페이버릿 브론드 (1942년)
- 카이로 (1942년)
- 설리반의 여행 (1942년)
- 언홀리 파트너스 (1941년)
- 딕 트레이시 대 범죄 주식회사 (1941년)
- 그린 호넷 2 (1941년)
- 인간 에디슨 (1940년)
- 투 걸즈 온 브로드웨이 (1940년)
- 리틀 넬리 켈리 (1940년)
- 팬텀 라이더스 (1940년)
- 뉴 문 (1940년)
- 딕 트레이시스 G-멘 (1939년)
- 브로드웨이 세레나데 (1939년)
- 세인트 루이스 블루스 (1939년)
- 국제 범죄 (1938년)
- 스파이더스 웹 (1938년)
- 스윗하츠 (1938년)
- 스타 이즈 본 디 오리지널 (1937년)
- 페이지 미스 글로리 (1935년) - 디텍티브 역
- 그림자 없는 남자 (1934년)
- 몬테 크리스토 백작 (1934년)
- 로마 스캔달 (1933년)
- 첫 항해 (1933년)
- 에스키모 (1933년)
- 라스트 모히칸 (1932년)
- 로컬 보이 메이키스 굿 (1931년)
- 브로드마인디드 (1931년)
- 디러저블 (1931년)
- 스마트 머니 (1931년)